# Rito de passagem da linha do Equador

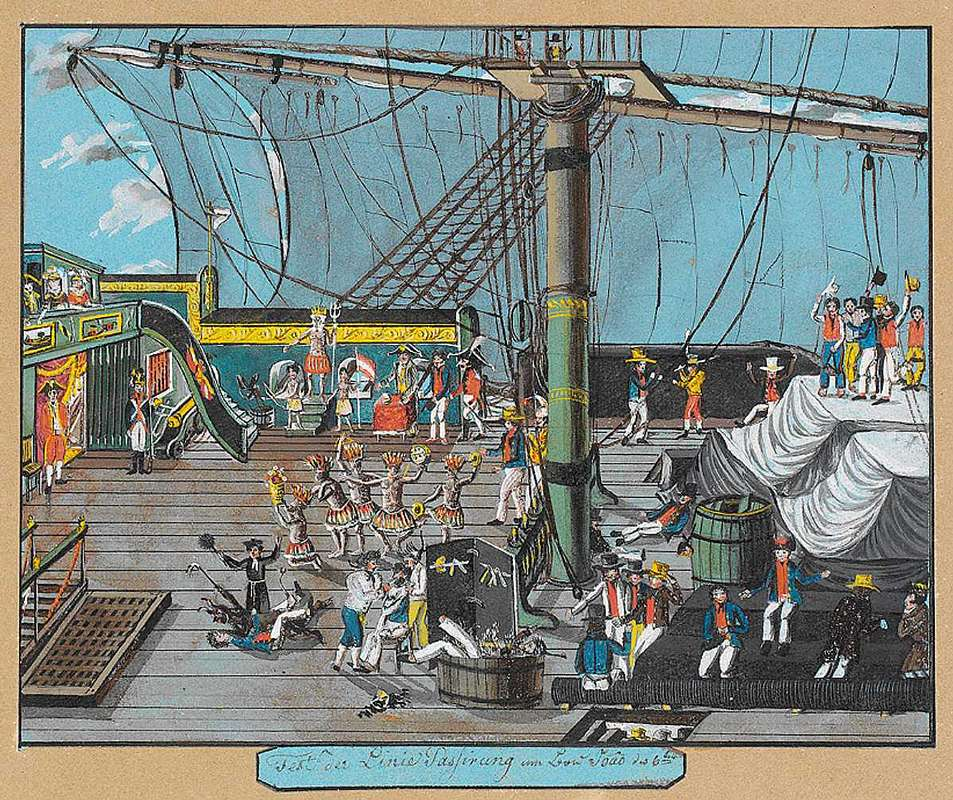
Festa de passagem da linha do Equador a bordo da nau Dom João VI, c. 1820, por Franz Josef Frühbeck (1795-depois de 1830)

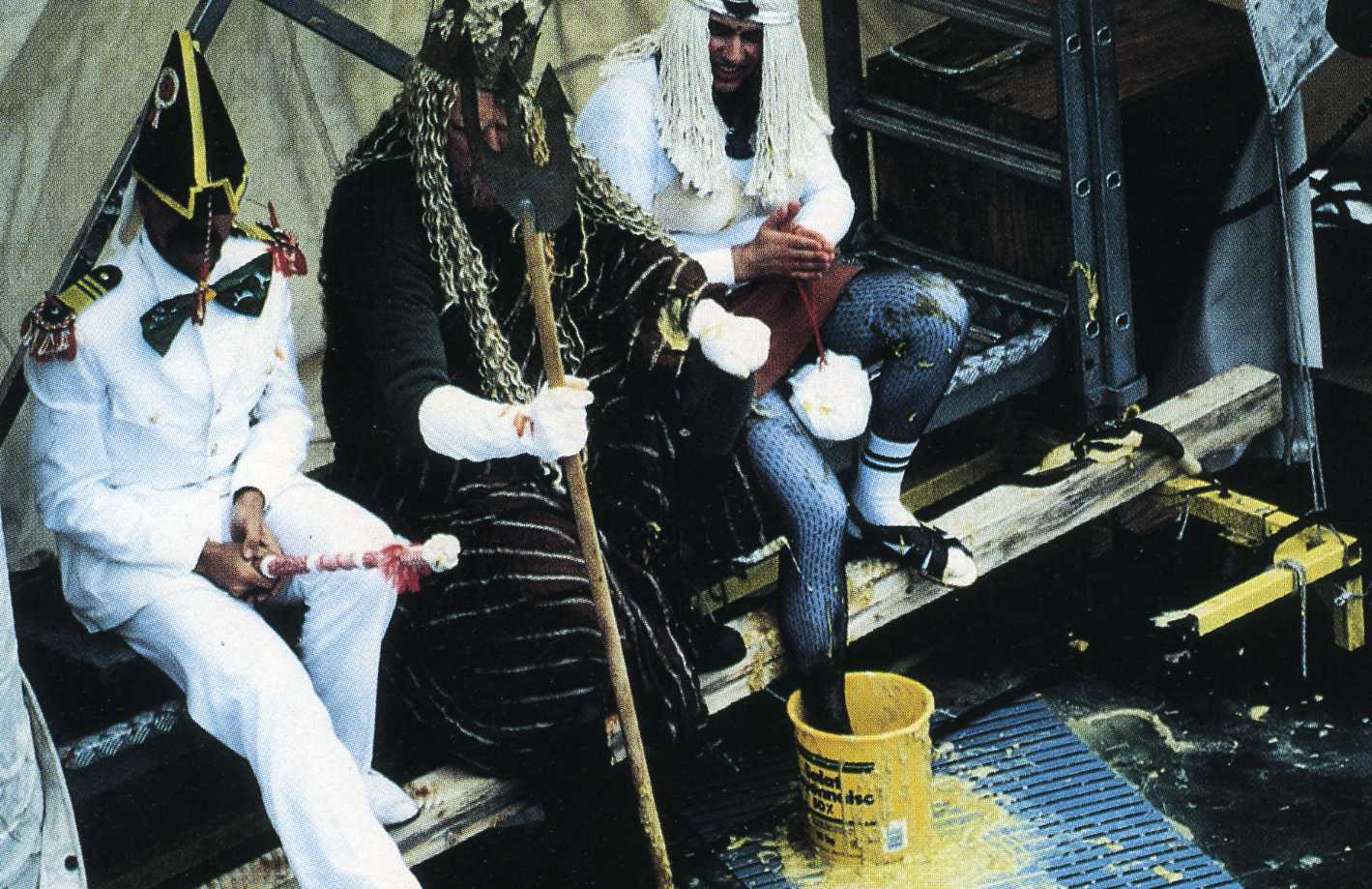
Um rito de passagem da linha do Equador, atualmente

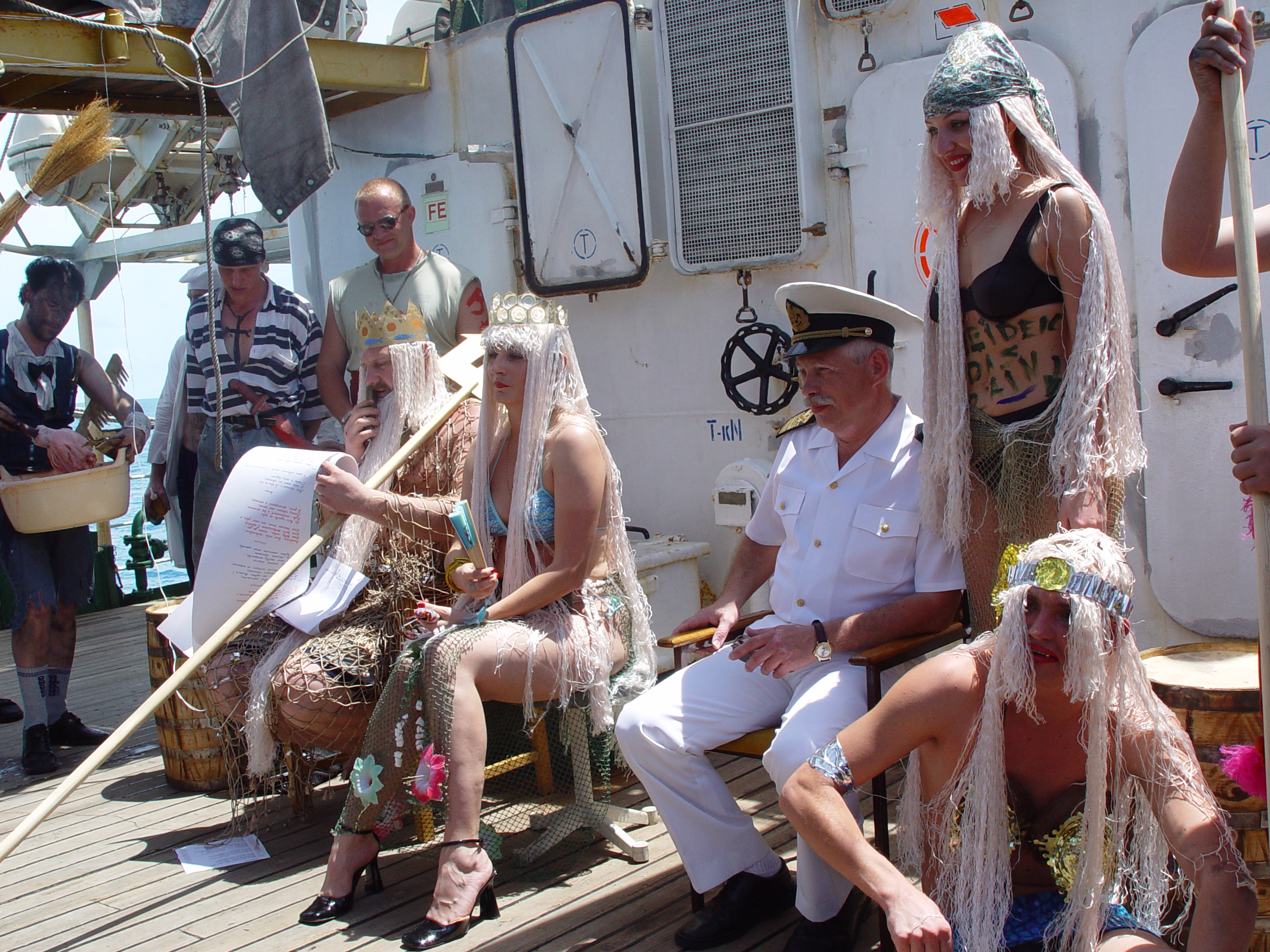
Um rito de passagem da linha do Equador, com Neptuno e outros personagens mitológicos

O rito de passagem da linha do Equador, também designado batismo equatorial, é um rito de passagem antigamente muito comum e apreciado por marinheiros e praticado quando um membro da tripulação ou um  passageiro cruza no mar, e pela primeira vez, a Linha do Equador.
Um rito equivalente é o batismo polar, efetuado aquando da primeira travessia que alguém faz do Círculo Polar Ártico.
O batismo equatorial é um rito de passagem, mas não há batismo no sentido religioso . A tradição tem origem na época das expedições marítimas portuguesas, que queriam reafirmar a sua coragem e fé através do batismo durante a temida travessia da linha equatorial. Antes das viagens dos portugueses, a opinião prevalecente era a de que a região equatorial seria quente demais para ser habitada, ou para a atravessar, e uma expedição para o hemisfério sul deveria ser inevitavelmente fatal.
A pessoa que está a passar pelo rito costuma receber um certificado e as felicitações por parte dos membros da tripulação, mas antes há que passar por uma "limpeza". Durante a "limpeza", a pessoa que está sendo batizada é aspergida com óleo de peixe, creme de barbear e outras substâncias fedorentas, nas quais é "ensaboada". Depois disso, o "batizado" é banhado e limpo.
Esse tipo de rito também foi preservado em colónias de férias infantis sob o nome de Festival de Neptuno.
Na navegação comercial, o batismo equatorial agora é raramente encontrado. O antigo ritual, que muitas vezes era brutal e degradante, é hoje em dia geralmente só um entretenimento, especialmente em navios de cruzeiro.

Linha do Equador